# Bitwa pod Jarosławiem (1245)
Bitwa pod Jarosławiem – bitwa stoczona 17 sierpnia 1245 nad Sanem, koło miasta Jarosław, pomiędzy wojskami księcia halicko-wołyńskiego Daniela I Romanowicza wspartego przez Połowców, a wojskami księcia Rościsława Michajłowicza, wspomaganymi przez wojska polskie Bolesława V Wstydliwego i posiłki węgierskie króla Beli IV. W bitwie tej wojska Rościsława i Bolesława Wstydliwego zostały pokonane.

## Preludium
Rok 1245 był okresem walk na ziemiach ruskich, szczególnie w księstwie halicko-wołyńskim. Po śmierci księcia Romana Halickiego trwały zmagania o kontrolę nad tym obszarem. Główne role w tych wydarzeniach odgrywali synowie Romana – Daniel i Wasylko Romanowicze – oraz Rościsław I Michał , który rościł sobie prawo do tronu halickiego. Rościsław zyskał wsparcie swojego teścia, węgierskiego króla Beli IV, oraz lokalnych bojarów niezadowolonych z rządów Romanowiczów.
Siły Rościsława, po skoncentrowaniu w Małopolsce, ruszyły na ziemię przemyską, gdzie podjęły oblężenie Jarosławia. Wojska zajęły pozycje wokół grodu, wznosząc machiny oblężnicze i przygotowując się do ewentualnego szturmu. W obozie oblężniczym panowała atmosfera napięcia i wyczekiwania, przerywana drobnymi starciami z załogą grodu.  Tymczasem wojska Romanowiczów, dowodzone przez Daniela i Wasylka, maszerowały w kierunku Jarosławia, licząc na rozbicie sił Rościsława. Armia, po przekroczeniu Sanu, posuwała się w kierunku obozowiska przeciwnika. Wcześniej wysunięty oddział zwiadowczy, dowodzony przez dworskiego Andrzeja, poinformował oblężonych o zbliżającej się odsieczy. Po dotarciu na miejsce, wojska Romanowiczów rozpoczęły formowanie szyków bojowych, przygotowując się do starcia.

## Bitwa
Bitwa rozpoczęła się od dynamicznego uderzenia wojsk Rościsława. Jego konnica, złożona z wojsk ruskich, węgierskich i małopolskich, ruszyła przez wąwóz w stronę sił Daniela. Rościsław liczył na szybkie rozbicie wroga i zepchnięcie go ku rzece, gdzie trudności terenowe miały uniemożliwić rozwinięcie szyków obronnych. Jednakże na drodze tej szarży stanął oddział dworskiego Andrzeja, który osłonił główne siły Daniela. Rozgorzała zacięta walka, w której jazda Rościsława zaczęła uzyskiwać przewagę. Widząc zagrożenie, Daniel wysłał do pomocy Andrzejowi oddział doborowych wojowników pod dowództwem Wasylka i innych zaufanych dowódców. Mimo wsparcia, oddział ten został zmuszony do wycofania się w stronę rzeki.
W międzyczasie Daniel, korzystając z zyskanej chwili, zdołał ustawić swoje siły w szyku bojowym. Widząc, że piechota Rościsława pozostawiona pod grodem nie będzie w stanie szybko wesprzeć swojego dowódcy, Romanowiczowie przeprowadzili kontratak. Na jednym skrzydle Wasylko zaatakował Małopolan. Mimo początkowego oporu, Wołynianie zaczęli zdobywać przewagę, spychając Polaków z zajmowanych pozycji. Na drugim skrzydle Daniel osobiście poprowadził szarżę przeciwko węgierskiemu oddziałowi dowodzonemu przez Filię. Walka była niezwykle zaciekła, a węgierskie wojska początkowo zdołały odeprzeć atak. Daniel sam omal nie został pojmany przez przeciwników, jednak dzięki pomocy swoich dowódców udało mu się wycofać. Dopiero druga szarża, przeprowadzona z większym rozmachem, zdołała przełamać szyki Węgrów. Chorągiew Filii została rozbita, a sam dowódca zmuszony do wycofania się z pola bitwy.   
Ostateczna faza bitwy rozegrała się w pobliżu grodu. Daniel i jego wojska przeprowadzili trzecią, decydującą szarżę na wycofujące się oddziały Rościsława. Szyki wrogiej armii uległy całkowitemu rozbiciu. Siły Wasylka na drugim skrzydle rozgromiły Małopolan, zmuszając ich do ucieczki. Połączone oddziały Romanowiczów rozpoczęły pościg za niedobitkami armii Rościsława. Sam Rościsław, widząc nieuchronną klęskę, rzucił się do ucieczki wraz z resztkami swojej armii.

## Po bitwie
Pole bitwy zostało zasłane ciałami poległych i rannych. W ręce Romanowiczów wpadło wielu jeńców, w tym Filia i inni ważni dowódcy. Daniel i Wasylko, stojąc na kurhanie naprzeciw Jarosławia, obserwowali pobojowisko, świętując triumf. Zwycięzcy nie oszczędzili wielu jeńców – część z nich, w tym Filia, została stracona na rozkaz Daniela. Mimo tego, część bojarów została uwolniona w ramach późniejszych negocjacji.